# Luís Norton de Matos
Luís Maria Cabral Norton de Matos (Lisboa, 14 de dezembro de 1953) é um antigo futebolista e treinador português.

## Biografia
Atualmente selecionador da Índia (U17), treinou União da Madeira, Benfica B, já treinou o Sporting Clube de Espinho, o Salgueiros e o Vitória Futebol Clube. Ele é sobrinho-bisneto do General José Norton de Matos.
Na época de 2006/07, começa a treinar o Vitória de Guimarães, a convite do anterior presidente, Victor Magalhães. Tendo vencido o primeiro jogo na Liga de Honra com o Vizela por 2 a 0, na semana a seguir foi derrotado pelo Varzim por 2 a 1. Nas duas jornadas seguintes perdeu de 1 a 0 para o Penafiel e de 2 a 1 para o Olivais e Moscavide, e sofreu grande contestação dos sócios.
Foi despedido à 14.ª Jornada, deixando o Vitória de Guimarães na sexta posição com 21 pontos, a 4 do líder, depois de uma derrota em casa com o Gondomar por 1 a 0. O contingente de jogadores que mais uma vez contratou não foram suficientes: Nemouthe, Dembele, Ghilas, Desmarets, Fábio entre outros.